# Монастырь Мурбах
Монастырь Мурбах (также Мурбахский монастырь; фр. Abbaye de Murbach, нем. Kloster Murbach) — бывшее бенедиктинское аббатство, располагавшееся в южной части Эльзаса в долине у подножия горы Гран-Баллон (Гроссер Бельхен) в горной системе Вогезы; сегодня находится на территории коммуны Гебвиллер французского департамента Верхний Рейн (Гранд-Эст). Монастырь был основан в 727 году Святым Пирминием (Pirminius) и постепенно завладел территорией, на которой были расположены три города и 30 деревень; комплекс зданий, включая романскую монастырскую церковь Святого Леодегарда, был разрушены восставшими крестьянами в 1789 году — впоследствии аббатство было заброшено.

## История и описание
Монастырь Мурбах был основан по инициативе графа Эберхарда, брата герцога Эльзаса Лиутфрида из династии Этихонидов. Эберхард призвал в 727 году епископа Пирминия из монастыря Райхенау на Боденском озере для создание монастырской общины на своих землях. Пирминий создал бенедиктинский устав для нового монастыря лат. Vivarius Peregrinorum.
Согласно легенде об основании, переданной монастырскими летописцами, первые шотландские монахи поселились в деревне Бергхольц-Целль (Bergholtz-Zell), но, поскольку они не смогли найти там необходимый им покой, то пошли дальше в долину. Граф Эберхард передал монастырю значительные земельные владения и предоставил обширные привилегии, в том числе и свободный выбор настоятеля. Вскоре после основания монастырь начал играть и важную политическую роль: так в период с 782 по 783 год Карл Великий сделал себя светским настоятелем монастыря обители (лат. Pastor Murbacencis). Около 850 года Мурбах стал одним из интеллектуальных центров региона на Верхнем Рейне, а его библиотека насчитывала около 340 богословских, грамматических и исторических работ. (Каталог библиотеки IX века сохранился в единственном экземпляре, датированным 1464 годом; данная копия находится сегодня в Кольмаре.) В XIV веке монастырь постепенно начал терять влияние.

## В культуре
Монастырь Мурбах упоминается в романе Умберто Эко «Имя розы» (1980).